# تورس
تورس (انگلیسی: Taurus) شرکت صنایع جنگ‌افزاری برزیلی است، که در سال ۱۹۳۹ تأسیس شد.